# Basmati

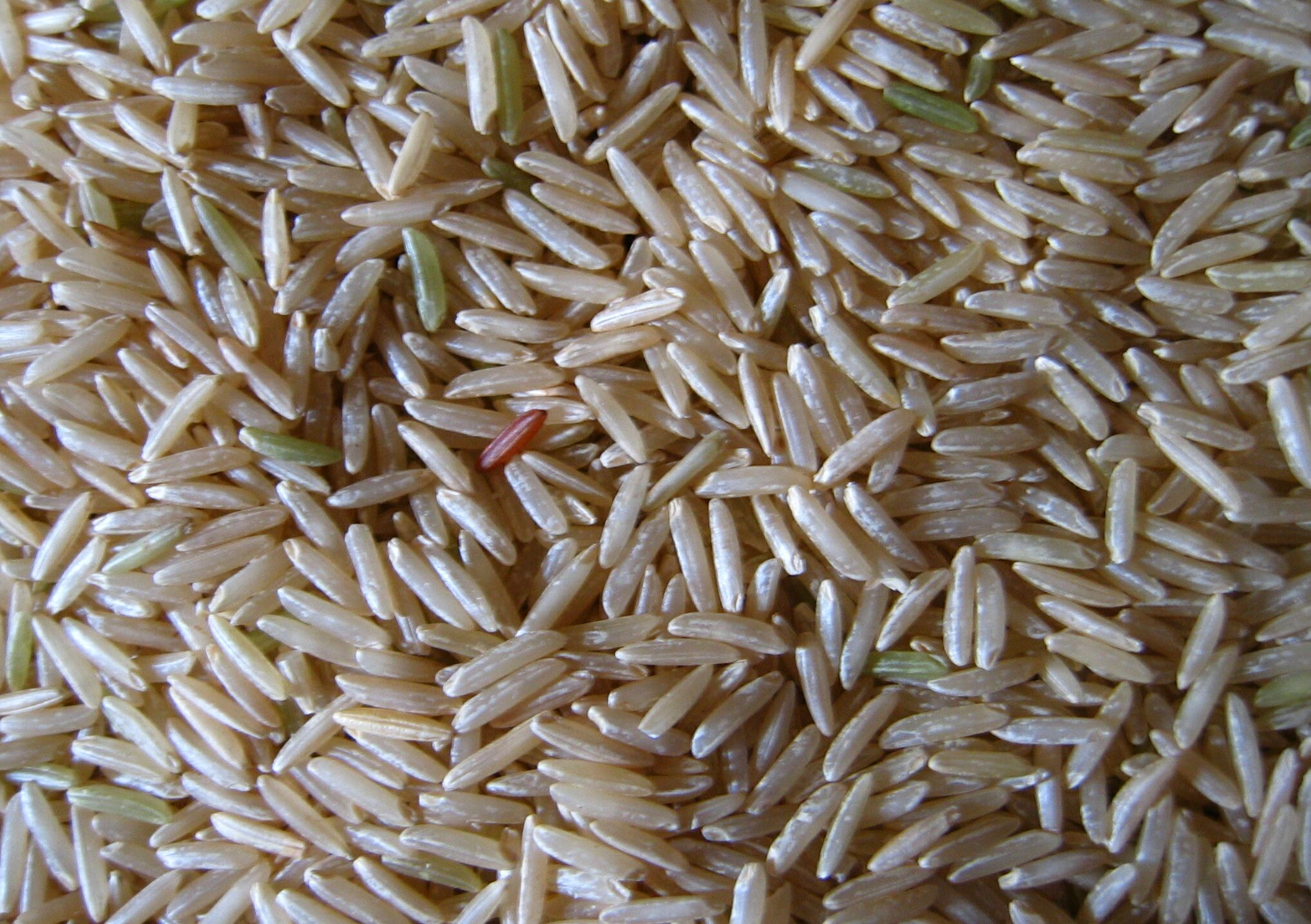
Riso Basmati integrale

Basmati  (in hindi बासमती Basamatī, in urdu باسمتی Basmati, in telugu బాస్మతి Basmati,in persiano   باسماتی   Basmati, in pashtu: باسمتۍ Basamtəi) è una varietà di riso a grano lungo, famosa per la sua fragranza e il gusto delicato.

## Nome
Il suo nome in hindi significa "Regina di fragranza", "Ricco di aroma innato" e deriva dal sanscrito vasaymayup (vasay: aroma; mayup: intriso). Successivamente divenne vasumati  nelle lingue pracrite, e infine basmati che conosciamo oggi.

## Brevetto del nome
Nel 2000, l'azienda statunitense RiceTec (sussidiaria della RiceTec AG del Liechtenstein) tentò di brevettare tre linee create come ibridi del riso Basmati. Al tempo stesso tentarono di registrare il nome "basmati". Il governo indiano intervenne e il tentativo venne vanificato. Nel frattempo, la Commissione europea ha ricevuto dall'India una richiesta di IGP per proteggere il riso Basmati nel settembre 2020 a cui nel settembre 2023 non è ancora stato dato seguito. Il Basmati è prodotto anche in Pakistan e questo è un ostacolo alla registrazione come IGP da parte dell'India.

## Produzione
Il riso Basmati viene coltivato in India e Pakistan da centinaia di anni, e alcune varietà vengono oggi coltivate anche negli Stati Uniti. Si dice che le colline ai piedi dell'Himalaya producano il miglior Basmati e la Dehra Dun è la più pregiata di queste varietà. Patna è il nome del riso Basmati coltivato nel Bengala Occidentale.
Esistono oggi 86 varietà di basmati, ma solamente 18 hanno le caratteristiche inconfondibili del riso originale. Il prezzo cambia considerevolmente da una qualità all'altra.

## Utilizzo
In cottura, il basmati cresce considerevolmente e non scuoce.
Il riso basmati ha un IG di 58 contro i 90 del riso bianco, in quanto più ricco di amilosio; è quindi adatto a chi segue una dieta, in quanto non fa innalzare repentinamente i livelli di glucosio nel sangue.

## Ayurveda
Secondo i principi dell'Ayurveda, il basmati si considera il re del riso, saatvic (puro), capace di nutrire i tessuti del corpo senza appesantirlo.